# 蛯原朱里
蛯原 朱里（えびはら しゅり、1986年9月10日 - ） は日本の元AV女優。
東京都出身。身長:157cm。スリーサイズ:B86(E)・W55・H80。
趣味・特技:映画鑑賞、洋裁

## 略歴・人物
2006年11月に『エビちゃんねる。』でAVデビュー。
2007年5月からセル系のビデオメーカー作品に出演するが、同年中に引退。

## 出演作品

### アダルトビデオ
2006年
- エビちゃんねる。 （11月23日（レンタル）／12月15日（セル）、VIP）　※デビュー作
- エビちゃんがイカせてあげる。 （12月24日（レンタル）／2007年1月26日（セル）、VIP）

2007年
- コスプレでいこう! （1月24日（レンタル）／2月23日（セル）、VIP）
- 蛯原朱里のかんなりハード （2月21日（レンタル）／3月23日（セル）、VIP）
- 新任女教師 調教校内飼育 （5月4日、ヒビノ）
- 蛯原朱里 THE BEST 4時間 （5月24日（レンタル）／6月15日（セル）、VIP） ※総集編
- Private Room/Private Sex （6月7日、ヒビノ）
- Sweet Memories （7月19日、ヒビノ）
- 爆乳同性愛三姉妹 三女いぢめの性器肛門二穴ピストン姉妹姦 （11月19日、クロス）

## 電子書籍
- ギリエロ Vol.72 『エビちゃんの限界!』 Fカップ!蛯原朱里デジタル写真集 01 （2007年11月22日、ピーエーディー）
- 『見せてア・ゲ・ル』 Fカップ!蛯原朱里デジタル写真集 02 （2008年1月10日、ピーエーディー）